# Distrito electoral de Knowles (condado de Frontier, Nebraska)
Knowles (en inglés: Knowles Precinct) es un distrito electoral ubicado en el condado de Frontier en el estado estadounidense de Nebraska. En el Censo de 2010 tenía una población de 25 habitantes y una densidad poblacional de 0,27 personas por km².

## Geografía
Knowles se encuentra ubicado en las coordenadas 40°23′42″N 100°22′59″O / 40.39500, -100.38306. Según la Oficina del Censo de los Estados Unidos, Knowles tiene una superficie total de 93.15 km², de la cual 93.15 km² corresponden a tierra firme y (0%) 0 km² es agua.

## Demografía
Según el censo de 2010, había 25 personas residiendo en Knowles. La densidad de población era de 0,27 hab./km². De los 25 habitantes, Knowles estaba compuesto por el 100% blancos, el 0% eran afroamericanos, el 0% eran amerindios, el 0% eran asiáticos, el 0% eran isleños del Pacífico, el 0% eran de otras razas y el 0% pertenecían a dos o más razas. Del total de la población el 0% eran hispanos o latinos de cualquier raza.